# کلارا پونتوپیدان
کلارا پونتوپیدان (انگلیسی: Clara Pontoppidan؛ ۲۳ آوریل ۱۸۸۳ – ۲۲ ژانویهٔ ۱۹۷۵) یک هنرپیشه اهل دانمارک بود. وی بین سال‌های ۱۹۰۲ تا ۱۹۷۵ میلادی فعالیت می‌کرد.
از فیلم‌ها یا برنامه‌های تلویزیونی که وی در آن نقش داشته است می‌توان به برگ‌هایی از کتاب شیطان و معجزه اشاره کرد.